# Citharacanthus meermani
Citharacanthus meermani là một loài nhện trong họ Theraphosidae.
Loài này thuộc chi Citharacanthus. Citharacanthus meermani được miêu tả năm 2000 bởi Reichling & West.